# Hydrogène comprimé
L'hydrogène comprimé (CH 2, CGH 2 ou CGH2) est l'état gazeux de l'élément hydrogène maintenu sous pression. L'hydrogène comprimé dans des réservoirs d'hydrogène à 350 bar et 700 bar est utilisé pour le stockage mobile d'hydrogène dans les véhicules à hydrogène où il est utilisé comme gaz combustible.

## Infrastructure
L'hydrogène comprimé est utilisé dans le transport par pipeline d'hydrogène et dans le transport par remorque de tubes d'hydrogène comprimé.

## Sources et références
1. ↑  Compressed Hydrogen Storage